# なのはな (鉄道車両)

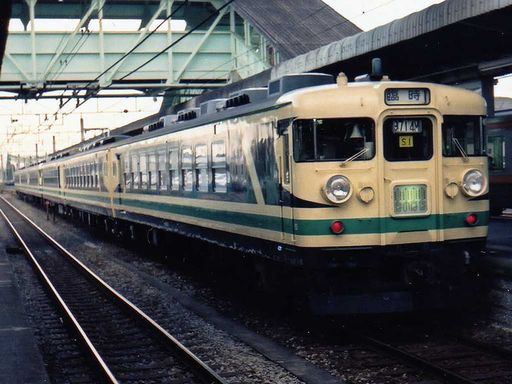
なのはな

なのはなは、日本国有鉄道（国鉄）・東日本旅客鉄道（JR東日本）が1986年から1998年まで保有していた鉄道車両（電車）で、ジョイフルトレインと呼ばれる車両の一種である。

## 概要
旅客需要の多様化に伴い、1980年代に入ると国鉄の各鉄道管理局では和式車両や欧風車両を登場させることで、その需要に応えていた。国鉄千葉鉄道管理局（千葉局）においても、団体輸送における和式客車の需要が高くなっており、他の鉄道管理局から借り入れることで対処していたが、輸送要請が当該鉄道管理局と競合した場合の借り入れは困難で、結果的に千葉局管内の需要に満足に応えられない状況が続いていた。
このため、千葉局独自の和式車両を導入することになったが、他局のように客車を導入した場合、千葉局管内には客貨車区が既に存在せず、保守が困難となる上、千葉と浅草橋の間の国電区間では客車列車の運行が難しいと（稀にしてはいた）判断されたが、これは国電区間での集客時に、利用者が最寄り駅で乗降出来ないことを意味し、千葉局管内の鉄道路線は90パーセントが電化されていることから国鉄初の和式電車を登場させることになった。

## 車両
全車両が165系電車より改造されており、改造は大井工場（現・東京総合車両センター）が担当した。車両全体の愛称は公募により、千葉県の県花である「なのはな」となった。また、各車の愛称も、千葉県内に自生する花の名前を採っている。6両編成であるが、3両ずつに分割しての運行も可能である。全車両がグリーン車扱いである。尚、前面は1992年9月14日に発生した成田線大菅踏切事故の契機から前面にステンレスの板を前面（貫通扉を除く）に取り付けた（通称 鉄仮面。前面の塗装は無塗装の前面強化車。）が後に塗装に変更した。ステンレス板取り付け改造と同時に前照灯をシールドビームに改造した。

### 編成
|          | ← 新宿千葉 → |             |               |             |             |               |
| 号車番号 | 1            | 2           | 3             | 4           | 5           | 6             |
| 車両番号 | クロ165-1    | モロ164-801 | クモロ165-1   | クロ165-2   | モロ164-802 | クモロ165-2   |
| 旧番号   | クハ165-199  | モハ164-857 | クモハ165-134 | クハ165-193 | モハ164-851 | クモハ165-128 |
| 定員     | 40           | 36          | 36            | 40          | 36          | 36            |
| 愛称     | すみれ       | あやめ      | きんせんか    | すいせん    | あじさい    | ゆり          |
| 車内     | 数寄屋風     | 新和風      | 民芸風        | 数寄屋風    | 新和風      | 民芸風        |

### デザイン
「房総半島と沖を流れる黒潮」を図案化するとともに、千葉の風土を表現するものを目指した。
なのはなをイメージした黄6号をベースカラーとし、窓周りと裾には濃いエメラルド色の帯を巻き、車端部では房総半島を図案化した。また、窓下には青緑1号の帯を入れている。

### 設備概要
全車両とも、側面の窓は2段窓のままであるが、上段の窓については下降式から固定式に変更した。これは、客室内に雪見障子を設けることで、使用の機会がないと想定したためである。
畳敷き部分は床から200ミリメートルの高さとしたが、浮床二重構造とした上で浮骨の下に防振ゴムを入れることで、振動と騒音の低減を図っている。また、畳の下は夜間運用時に座卓・座椅子を収納する場所としても活用している。通路は跳ね上げ式の畳によって塞ぐことが可能である。座敷側・通路側ともに温風暖房装置を設置しているが、座敷側は横吹き出し式、通路側は畳で塞いだ時にも使用できるように上吹き出し方式としている。
各車両とも便所側にロッカー・ビデオ装置・カラオケ装置を設置した。カラオケ装置に対応するマイクジャックを各車両3箇所に設けている。

### クロ165形
1号車・4号車が該当する。
クハ165形の運転台直後の乗降用扉を塞いだ上で、物置・茶器棚を設置した。車内は中央通路から片側通路に変更し、残りのスペースを全て畳敷きとした。前後の客室仕切り扉は通路にあわせて移設した。
車内は障子か木材部分を白木調とした数寄屋風のイメージとした。天井の照明装置はAU13E形分散式冷房装置（5基搭載）の吹き出し口形状にあわせて4灯式の蛍光灯を設け、和風イメージの照明カバーを使用した。

### モロ164形
2号車・5号車が該当する。
モハ164形の後位側の乗降用扉を塞ぎ、茶器棚・クーラーボックス・アイスボックスを設置した。洗面所は物置に改造した。
本形式では集電装置（パンタグラフ）の取り付け部分が低屋根構造となっているため、低屋根部分では畳敷きにした場合に十分な天井高さが確保できない。このため、低屋根部分についてはサロン室とし、6人分のソファーを配置し、床にはカーペットを敷いた。このサロン室は添乗員室としての利用も想定しており、照明・換気扇・温風暖房機はサロン室単独で使用・調整可能となっているが、乗客用の設備としても使用することは可能。
本車両からは、全車両への一斉放送が可能である。
車内は白・赤・黒の対比を強調した新和風調とした。天井の照明装置はAU72形集中式冷房装置のダクト形状横に1灯式の蛍光灯を並べ、和風イメージの照明カバーを使用した。

### クモロ165形
3号車・6号車が該当する。
本形式の改造内容はクロ165形と同様であるが、運転台側の客室仕切り扉は主電動機冷却用の風道があるために、通路側へ扉を移設することができない。このため、本形式については仕切り扉位置をそのままとした上で、座敷部分の一部を通路として使用することになったため、クロ165形より定員が4名減少している。
車内は濃茶色を基調とした民芸風のインテリアとした。

## 沿革
1986年春より運行開始、電車である強みを生かして、客車列車の運行ができない区間への乗り入れも行われ、時には東海旅客鉄道（JR東海）の区間にも乗り入れ、名古屋駅へも入線したことがある。
一貫して幕張電車区（現・幕張車両センター）配置であったが、老朽化と、直流区間しか走れなかったことにより、1998年2月に後継車両である485系「ニューなのはな」に置換えられることになった。「ニューなのはな」導入後もしばらく運用に入っていたが、1998年8月29日に「さよなら運転」を最後に運用から外れ、廃車となった。